# Planeta Kirsan

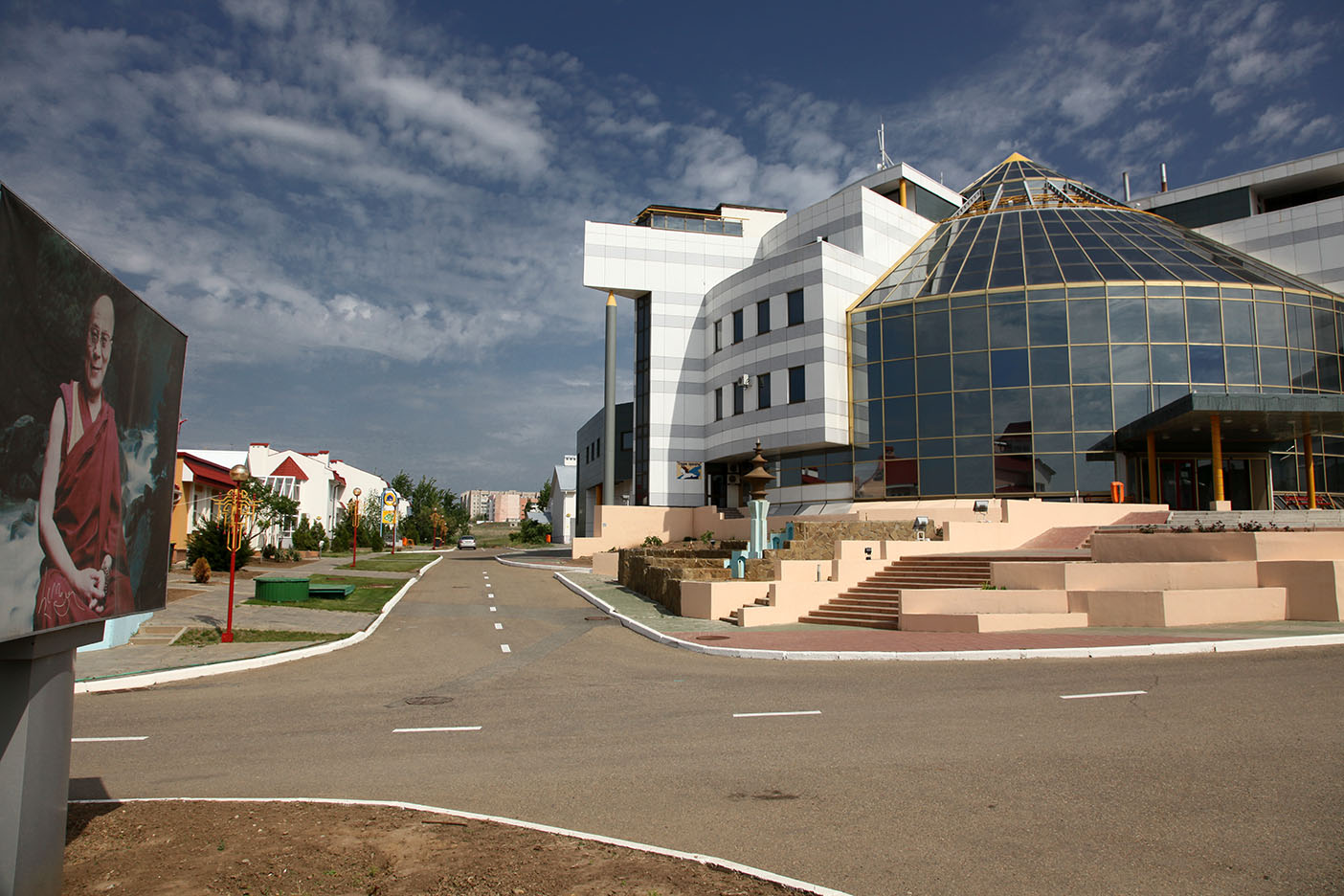
Miasteczko szachowe w Eliście, gdzie rozgrywa się znaczna część filmu

Planeta Kirsan – polski film dokumentalny z 2010 roku w reżyserii i ze scenariuszem Magdaleny Pięty. Opowiada o współczesnej Kałmucji, jednej z republik na krańcach europejskiej części Rosji.

## Tematyka
Tytuł filmu pochodzi od imienia Kirsana Ilumżynowa, przywódcy Kałmucji, który jest wielkim pasjonatem szachów. W młodości osiągał w tej dyscyplinie spore sukcesy jako zawodnik, a potem został prominentnym działaczem szachowym, od 1995 stojącym na czele Międzynarodowej Federacji Szachowej. Ilumżynow przypisuje szachom bardzo głęboki, filozoficzny sens. Głosi pogląd, iż szachy zostały ludziom dane z Kosmosu i są w historii ludzkości czymś bardziej stałym niż nawet religie. 
Ilumżynow przełożył swoją fascynację szachami również na biedną, stepową Kałmucję. Stworzył bardzo szeroko zakrojony system edukacji szachowej, w ramach którego dzieci od najmłodszych lat zgłębiają tajniki tej dyscypliny w specjalnych akademiach, ale także w zwykłych szkołach. Ilumżynow uważa, że najlepsi z nich mogą dzięki szachom wybić się z biedy i życia w zaścianku, pozostałym zaś szachy wpajają uniwersalne wartości, przydatne w każdym aspekcie życia. Pretekstem do ukazania całego tego "kraju szachami stojącego" są młodzieżowe mistrzostwa Kałmucji. Kamera śledzi przygotowania do tej imprezy oraz udział w niej z perspektywy dwóch nastoletnich braci, Czeczenów z pochodzenia, którzy mieszkają na głębokiej kałmuckiej prowincji, gdzie nad ich postępami czuwa starszy już kałmucki trener.

## Produkcja
Film został zrealizowany w ramach drugiej edycji projektu Rosja-Polska. Nowe spojrzenie., współorganizowanego przez polskie i rosyjskie instytucje kulturalne, w ramach którego młodzi polscy i rosyjscy dokumentaliści realizują filmy na temat kraju drugiej strony. Producentami filmu były Telewizja Polska i firma Eureka Media, wsparcia finansowego produkcji filmu udzieliły Instytut Adama Mickiewicza oraz Polski Instytut Sztuki Filmowej. 

## Nagrody i wyróżnienia
Film zdobył Grand Prix Festiwalu Mediów Człowiek w Zagrożeniu w 2011 roku w Łodzi, otrzymał także Nagrodę Młodego Kina dla najbardziej obiecującego pierwszego filmu dokumentalnego na Festiwalu Filmu Polskiego w Chicago. Znalazł się także w selekcji oficjalnej Festiwalu Human Doc 2011. 